# 니시노 고헤이
니시노 고헤이(일본어: 西野 晃平, 1982년 4월 15일 ~ )는 일본의 전 축구 선수이다.

## 구단 경력
과거 오이타 트리니타, 미토 홀리호크, 파지아노 오카야마에서 활동하였다.